# Weberbauera pusilla
Weberbauera pusilla là một loài thực vật có hoa trong họ Cải. Loài này được (Gillies ex Hook. & Arn.) O.E. Schulz miêu tả khoa học đầu tiên năm 1924.